# Амріта Шер-Гіл
Амріта Шер-Гіл (*अमृता शेरगिल, 30 січня 1913 — 5 грудня 1941) — індійська художниця XX ст.

## Життєпис
Народилася у Будапешті в родині сикхського аристократа Умрао Сінґха Шер-Гіла та оперної співачки Марії Антаунети Готтесман угорсько-єврейського походження. У 1921 році родина переїздить до Шімли (Індія). У 1923 році разом із матір'ю на деякий час переїздить до Флоренції, де вивчає італійську скульптуру, проте у 1924 році повертається до Індії.
У 1929 році вступає до академії паризької Гранд-Шомьєр, а 1930-го переходить до Школи витончених мистецтв у Парижі, де навчається до 1934 року.
У 1936 році повертається до Індії. Протягом 1937 року подорожує південною Індією, де знаходить натхнення для своїх робіт.
У 1938 році Амріта Шер-Гіль одружилася зі своїм двоюрідним братом Віктором Іганом та оселяється у Горакхпурі (сьогодні штат Уттар-Прадеш). Тут підтримувала листування та зустрічалася з Джавахарлалом Неру, родиною Тагорів, Махатмою Ганді.
У вересні 1941 року з чоловіком переїздить до Лахора. Втім, за кілька днів до відкриття своєї першої персональної виставки впала в кому й 5 грудня померла.

## Особисте життя
У 1931 році Шер-Гіль була ненадовго заручена з Юсуфом Алі Ханом, але поширювалися чутки, що вона також мала роман зі своїм двоюрідним братом і пізнішим чоловіком Віктором Іганом. Її листи розкривають її одностатеві зв'язки.

## Творчість

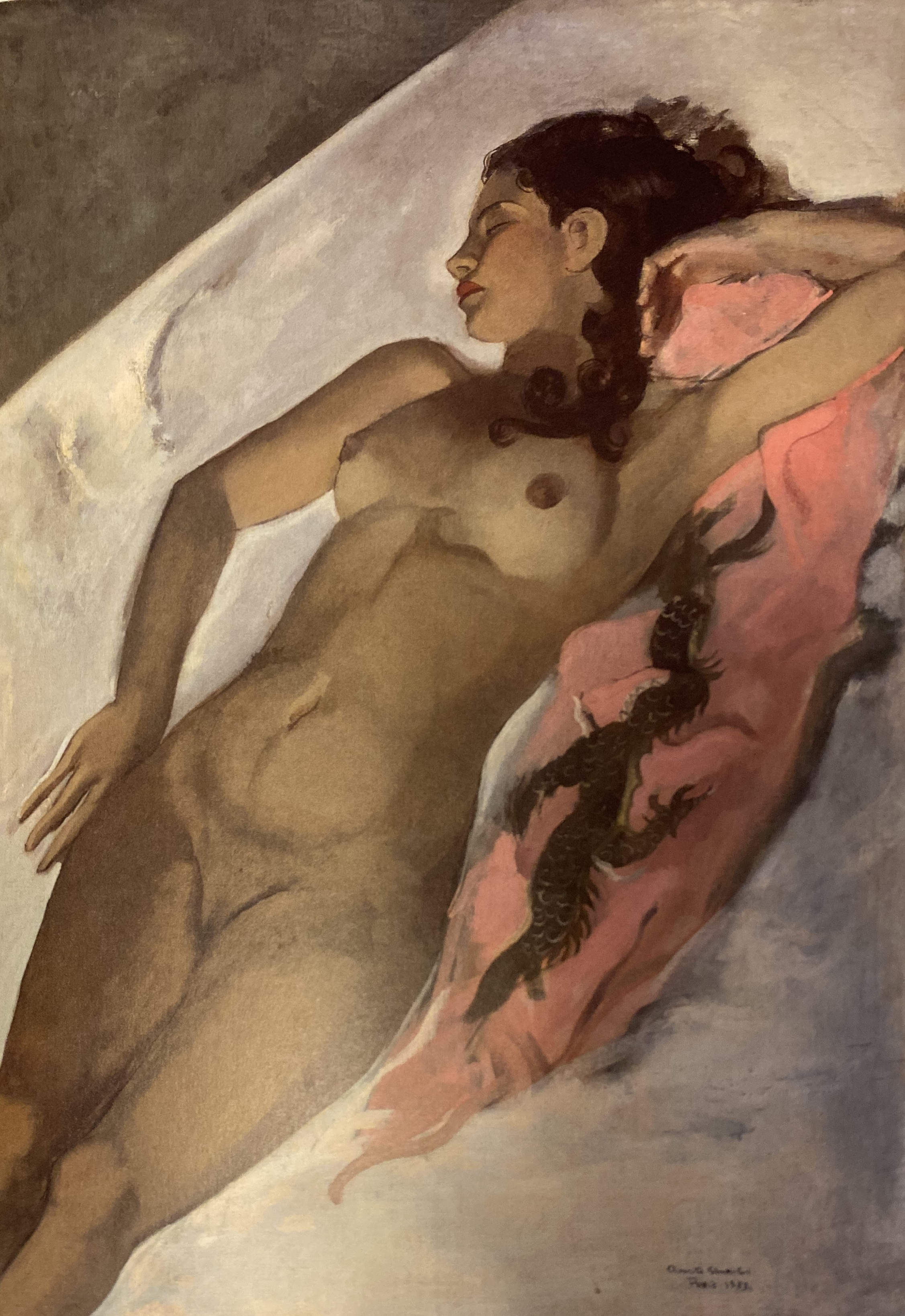
Картина «Сон». 1932 р.

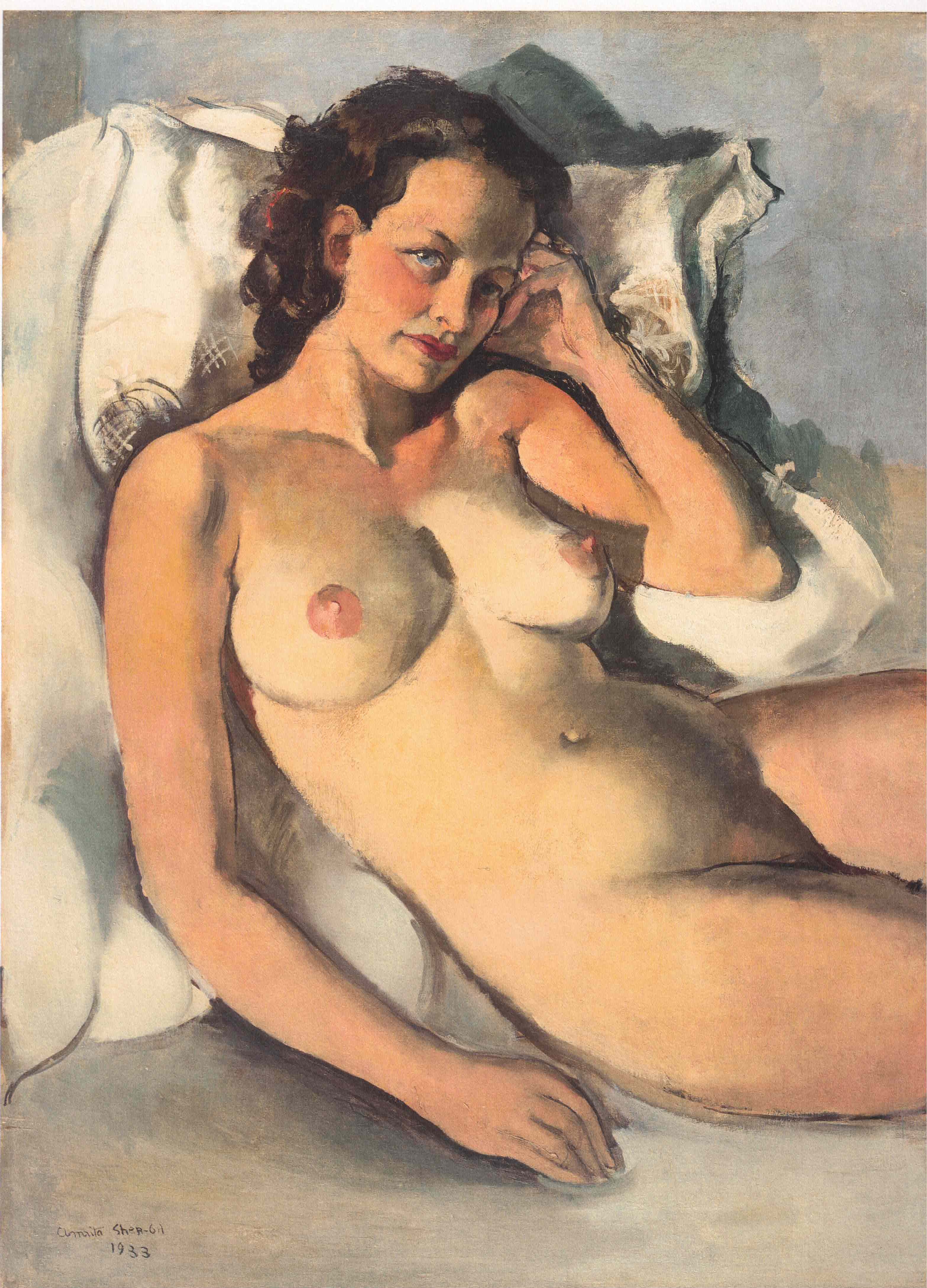
«Лежача оголена», 1933 р.

Амріта Шер-Гіл вдало поєднує західну і східну культуру. У її творчості помітний вплив французьких художників, зокрема Гогена. Талановита художниця створила в Парижі низку картин, удостоєних премій (Золота медаль за подвійний портрет «Мати і сестра художниці»).
Темою більшості робіт Шер-Гіль є Схід очима європейця («Туалету нареченої», 1937 року). Водночас в Індії відбувається перелам у творчості Шер-Гіл, яка, досягнувши впевненої і зрілої майстерності, все більш схиляється до національних сюжетів, східної декоративності колірних плям, площинності і монументальної простоти силуету. Однак простота не перетворюється на спрощеність. Захоплює здатність художниці до узагальнень, психологізм, достовірність і переконливість образів.
У залишеному Шер-Гіл художньому спадку немає міфології та історії, а переважають жанр і портрет. Вона багато і з захопленням писала в індійських селах («Діти, що плетуть кошики», «Продавці бананів», «Верблюди і люди на привалі»).
У 1935 році в передгір'ях Гімалаїв вона створила диптих «Люди з пагорбів». Переконливо мовчазні «Чоловіки з пагорбів» (права частина диптиха) — з темними обличчями, закутані в грубошерсті плащі. Шер-Гіл вдається створити глибоко психологічні образи, що розкривають внутрішній світ індійських селян. Шер-Гіл схоплює соціальну сутність явищ, в багатьох її роботах відчувається печаль гнобленого століттями народу. Гостро-виразна худа фігурка «Одруженої дівчинки» (1936 рік), її страдницьке обличчя з припухлими губами і сумними очима дитини, позбавленої радощів дитинства. Цей образ — один з найсильніших не лише у творчості Шер-Гіл, але і у всьому сучасному мистецтві Індії.
Художниця володіла колористичним даром. Її полотна рясніють спалахами улюблених нею теплих тонів — червоних, малинових, помаранчевих («Сільські гойдалки», 1940 рік). Особливо велику увагу вона приділяла колірним пошукам в останні роки життя (наприклад, червоно-сірий, з білою дзвіницею «Угорський ринок», 1939 рік, «Угорський цвинтар», 1939 рік). Трактуючи композицію мальовничо узагальнено, часто ігноруючи світлотінь, Шер-Гіл досягає в пейзажі монументальності і декоративності не меншої, ніж у портреті.